# Шведская ассоциация звукозаписывающих компаний
Шведская ассоциация звукозаписывающих компаний (англ. Swedish Recording Industry Association, GLF — швед. Grammofonleverantörernas förening) — ассоциация, представляющая интересы звукозаписывающей индустрии Швеции. Ассоциация образовалась в 1975, в том же году она открыла два главных чарта страны — шведский чарт альбомов и шведский чарт синглов.
GLF имеет следующих участников: Bonnier Amigo Group, EMI Svenska AB, Network Entertainment Group (MNW?), Sony BMG Music Entertainment Sweden AB, Sound Pollution AB, Universal Music Sweden AB и Warner Music Sweden AB. С 1986 GLF создала онлайн-каталог зарегистрированных песен, «Grammotex», в настоящее время насчитывающий 100 000 песен. Каталог доступен для музыкальных магазинов и дистрибьюторов после оплаты.
В настоящее время у GLF нет собственного веб-сайта.